# Третий период периодической системы
К тре́тьему пери́оду периоди́ческой систе́мы относятся элементы третьей строки (или третьего периода) периодической системы химических элементов. Строение периодической таблицы основано на строках для иллюстрации повторяющихся (периодических) трендов в химических свойствах элементов при увеличении атомного числа: новая строка начинается тогда, когда химические свойства повторяются, что означает, что элементы с аналогичными свойствами попадают в один и тот же вертикальный столбец. Третий период содержит восемь элементов (как и предыдущий), в него входят: натрий, магний, алюминий, кремний, фосфор, сера, хлор и аргон. Первые два из них, натрий и магний, относятся к  s-элементам, тогда как остальные относятся к р-элементам, таким образом,  3d-орбитали у элементов  третьего периода остаются незаполненными.

## Обзор
Все элементы третьего периода встречаются в природе и имеют по крайней мере один стабильный изотоп.

## Элементы
| Группа | 1     | 2     | 3 | 4 | 5 | 6 | 7 | 8 | 9 | 10 | 11 | 12 | 13    | 14    | 15   | 16   | 17    | 18    |
|        | I     | II    |   |   |   |   |   |   |   |    |    |    | III   | IV    | V    | VI   | VII   | VIII  |
| Символ | 11 Na | 12 Mg |   |   |   |   |   |   |   |    |    |    | 13 Al | 14 Si | 15 P | 16 S | 17 Cl | 18 Ar |

| Щелочные металлы | Щёлочноземельные металлы | Лантаноиды | Актиноиды | Переходные металлы | Постпереходные металлы | Полуметаллы | Неметаллы | Галогены | Инертные газы |

### Натрий
Натрий (Na) — щелочной металл серебристо-белого цвета с атомным номером 11, атомной массой 22,98977, имеющий один стабильный изотоп 23Na.
Содержание натрия в земной коре 2,64 % по массе. Натрий присутствует в больших количествах в мировом океане в форме хлорида натрия. В живых организмах натрий находится большей частью снаружи клеток (примерно в 15 раз больше чем в цитоплазме). Эту разницу поддерживает натрий-калиевый насос, который откачивает попавший внутрь клетки натрий. Рекомендуемая доза натрия составляет для детей от 600 до 1700 миллиграммов, для взрослых от 1200 до 2300 миллиграммов. В виде поваренной соли это составляет от 3 до 6 граммов в день.

### Магний
Магний (Mg) — щёлочноземельный металл серебристо-белого цвета с атомным номером 12 и атомной массой 24,305. Имеет три стабильных изотопа: 24Mg (78,60 %), 25Mg (10,11 %), 26Mg (11,29 %).
Основная область использования магния — производство магниевых сплавов. Магний применяют также для легирования сплавов на основе алюминия, для металлотермического получения некоторых металлов (Ti, U, Zr, V и др.), для раскисления и десульфурации ряда металлов и сплавов, в синтезе магнийорганических соединений. Ионы магния найдены в хлорофилле.

### Алюминий
Алюминий (Al) — постпереходный металл серебристо-белого цвета с атомным номером 13, атомной массой 26,98154, имеющий один стабильный изотоп 27Al.
Содержание алюминия в земной коре 8,8 % по массе. По распространенности в природе он занимает четвёртое место среди всех элементов (после кислорода, водорода и кремния) и первое среди металлов. В свободном виде не встречается. Алюминий используют главным образом для получения алюминиевых сплавов. Чистый алюминий — конструкционный материал в строительстве зданий, в судостроении, для оборудования силовых подстанций и т. д. Применяют алюминий также для изготовления кабельных, токопроводящих и других изделий в электротехнике, корпусов и охладителей диодов, специальной химической аппаратуры, товаров народного потребления. Покрытия из алюминия наносят на стальные изделия для повышения их коррозионной стойкости.

### Кремний
Кремний (Si) — металлоид. Он является полупроводником, на основе которого изготавливают большинство интегральных схем.

### Фосфор
Фосфор (P) — неметалл. Обладает очень высокой реакционной способностью, вследствие чего в природе в свободном виде не встречается.

### Сера
Сера (S) — неметалл. Найдена в двух аминокислотах: цистеине и метионине.

### Хлор
Хлор (Cl) — галоген. Используется в качестве дезинфицирующего средства, особенно в плавательных бассейнах.

### Аргон
Аргон (Ar) является инертным газом, что делает его почти полностью нереакционноспособным. Лампы накаливания часто заполняют инертными газами, в том числе и аргоном, что предохраняет нити от перегорания при высоких температурах.